# Clethra cardenasii
Clethra cardenasii är en tvåhjärtbladig växtart som beskrevs av Herman Otto Sleumer. Clethra cardenasii ingår i släktet Clethra och familjen Clethraceae. Inga underarter finns listade i Catalogue of Life.